# Russula rimulosa
Russula rimulosa är en svampart som beskrevs av Pennycook 2003. Russula rimulosa ingår i släktet kremlor och familjen kremlor och riskor.   Inga underarter finns listade i Catalogue of Life.